# Microsoft Power BI
Power BI är ett datorprogram tillika analysverktyg inom business intelligence (Bi) och datavisualisering från Microsoft. Programvaran är en del av Microsoft Power Platform.

## Bakgrund
Programvaran utformades från en början av Ron George under sommaren 2010 under namnet Projekt Cresent. En första version av programvaran fanns tillgänglig för nedladdning den juli 2011 under namnet Denali. Microsoft lanserade en senare version av programmet under dess nuvarande namn i september 2013 för som ett tillägg till Microsoft Office 365.
De första versionerna av programvaran var baserad på tilläggsprogram (så kallade add-ins) till kalkylprogrammet Microsoft Excel. Med tiden utvecklades dock programvaran till ett självständigt verktyg och det fick fler och mer avancerade funktioner. Till den bredare allmänheten lanserades programvaran först i juli 2015.

## Om programvaran
Power BI tillhandahåller användaren ett molnbaserat verktyg för business Intelligence, inbegripet datavisualisering, databehandling och dataanalys. Användningsområdena varierar och är förhållandevis breda. I huvudsak kan man dock säga att programmet kan användas för att sammanställa, presentera och analysera data från olika källor. Det kan därför användas för till exempel uppföljning av varuflöden, marknadsanalys och samkörning mellan olika register.
Programvaran är inte kompatibel med något annat operativsystem än Microsoft Windows.